# 오스발도 아르딜레스
오스발도 세사르 아르딜레스(스페인어: Osvaldo César Ardiles, 1952년 8월 3일 ~ )는 은퇴한 아르헨티나 출신의 축구 선수이자 현재 축구 감독이다. 포지션은 미드필더였다. 1978년 FIFA 월드컵 우승 멤버이기도 하다. 별명은 비단뱀(Pitón) 또는 오시(Ossie)였다.

## 클럽 경력
아르딜레스는 1973년 인스티투토에서 데뷔했다. 1시즌 후 CA 벨그라노로 이적했고 다시 1시즌 후 CA 우라칸으로 이적했다. 1978년 월드컵 대표로 뽑혀 활약한 그는 동료 리카르도 비야와 함께 토트넘 홋스퍼 FC로 이적하게 됐다.
그는 이적 첫 해부터 38경기에 나섰다. 셋째 해에는 팀이 풋볼 리그 컵을 우승하는 것을 도왔고, 다른 팀 동료들과 함께 '오씨의 꿈(Ossie's Dream)'이란 곡을 녹음하기도 했다.(이 노래에서 그는 토트넘을 '토팅햄'이라 발음해 유명해졌다.) 그는 다음해 열린 풋볼 리그 컵에서도 좋은 활약을 보여주었으나, 포클랜드 전쟁이 발발해 결승전에 출전해지 못했다. 1982-83시즌엔 거의 출전하지 못하게 되었고, 잠시 파리 생제르맹 FC로 임대가게 되었다. 그는 1982년 FIFA 월드컵에도 출전했다. 종전 후 그는 다시 원소속팀으로 복귀했고, 1984년 UEFA컵을 우승하는 것을 도왔다. 그러나 그 후로 많은 경기에는 뛰지 못했고, 1987년 블랙번 로버스 FC로 이적했다. 그 후 퀸즈 파크 레인저스 FC, 포트 로더데일 스트라이커스에서 뛰다가 1991년 스윈던 타운 FC에서 은퇴했다. 리카르도 비야와 함께 토트넘 홋스퍼 FC 명예의 전당에 올랐다.

## 국가대표팀 경력
그는 아르헨티나 축구 국가대표팀의 일원으로서 활약하기도 했는데, 63경기에 나와 8골을 넣었다.

## 지도자 경력
1989년 7월, 스윈던 타운의 감독 루 마카리 감독이 웨스트 햄 유나이티드 FC와 계약을 맺자 아르딜레스는 스윈던 타운의 감독이 되었다. 당시 스윈던 타운은 롱볼 축구(소위 '뻥축구')를 구사했는데, 그는 4-4-2 포메이션을 조금 변형시켜 공격형, 수비형, 왼쪽 윙, 오른쪽 윙 미드필더를 두어 '다이아몬드 포지션'을 사용했다. 부임 후 10달 만에 그는 팀을 풋볼 리그 챔피언십 4위까지 끌어올렸다. 스윈던 타운은 1부리그로 승격 확정되었으나, 10일 후 선수들에게 부당한 돈을 지급했다는 이유로 강등 취소당했다.
그는 다음해에 팀을 살리기 위해 선수들을 팔 것이라고 말했다. 스윈던 타운은 심각한 재정난에 허우적거리고 있었다. 그때 뉴캐슬 유나이티드 FC가 그에게 감독직을 제안하자, 그는 승낙했다. 그러나 뉴캐슬에서의 성적을 좋지 못했고, 곧 해임당했다. 1992년 6월에는 웨스트 브로미치 알비온을 감독했고, 1993년에는 그의 예전 팀 토트넘 홋스퍼 FC를 감독했다. 토트넘은 위르겐 클린스만, 테디 셰링엄, 일리에 두미트레스쿠, 게오르게 포페스쿠같은 선수들을 가지고 있었음에도 불구하고 1994년 리그 15위를 기록했다. 아르딜레스는 결국 10월에 해임당했다. 1995년에는 멕시코로 건너가 잠시 CD 과달라하라를 감독했다.
1996년 일본으로 건너간 그는 시미즈 S-펄스를 감독했다. 1996년 나비스코컵 우승, 1996년과 1998년 토카이 컵을 우승했고, 1998년에는 J-리그 올해의 감독상을 수상했다. 1999년 NK 디나모 자그레브를 감독했고, 2000년 1월에는 요코하마 F. 마리노스의 감독이 되었다. 그러나 2001년 6월 성적부진으로 해임당했고, 시리아의 알이티하드를 잠시 감독한 후 2002년 라싱 클루브를 감독했다. 6위를 기록한 그는 2003년 다시 일본으로 돌아가 도쿄 베르디 1969의 감독이 되었다. 2004년 천황배 전일본 축구 선수권 대회에서 우승을 하기도 한 그는, 2005년 7월 부진한 성적으로 해임당했다. 2006년에는 베이타르 예루살렘 FC을 감독했으나 그해 10월 18일에 해임당했다. 2007년에는 CA 우라칸을, 2008년에는 세로 포르테뇨를 감독했다.